# 가스야군

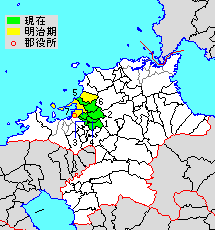
후쿠오카현 가스야군의 위치 (1.우미정 2.사사구리정 3.시메정 4.스에정 5.신구정 6.히사야마정 7.가스야정)

가스야군(糟屋郡, かすやぐん은 일본 후쿠오카현(지쿠젠국)의 군이다.
인구 233,501명, 면적 164.64km², 인구밀도 1,418명/km².(2025년 3월 1일, 추계인구)
이하 7정으로 구성된다.
- 우미정(宇美町)
- 가스야정(粕屋町)
- 사사구리정(篠栗町)
- 시메정(志免町)
- 신구정(新宮町)
- 스에정(須恵町)
- 히사야마정(久山町)

## 군역
1878년 행정 구역으로 발족 당시의 군역은 위의 7정 외에 아래 구역에 해당한다.
- 후쿠오카시
  - 히가시구의 대부분
- 고가시 전역

## 역사
- 1878년 11월 1일 - 군구정촌 편제법이 후쿠오카현에서 시행되면서 행정 구역으로서의 가스야군이 발족.
- 1880년 - 나카군 일부의 소속이 가스야군으로 변경.

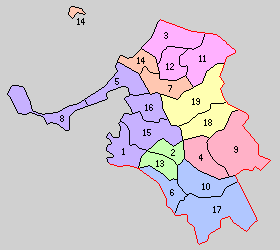
1.하코자키정 2.오카와촌 3.무시로우치촌 4.세토촌 5.와지로촌 6.시메촌 7.다치바나촌 8.시카노시마촌 9.사사구리촌 10.스에촌 11.오노촌 12.아오야기촌 13.나카바루촌 14.신구촌 15.다타라촌 16.가시촌 17.우미촌 18.구바라촌 19.야마다촌 (보라: 후쿠오카시 분홍: 고가시 빨강: 사사구리정 주황: 신구정 노랑: 히사야마정 녹색: 가스야정 파랑: 합병 없음)

- 1889년 4월 1일 - 정촌제 시행으로, 아래의 정촌이 발족.(1정 18촌)
  - 하코자키정(箱崎町): 현 후쿠오카시
  - 오카와촌(大川村): 현 가스야정
  - 무시로우치촌(席内村): 현 고가시
  - 세토촌(勢門村): 현 사사구리정
  - 와지로촌(和白村): 현 후쿠오카시
  - 시메촌(志免村): 현 시메정
  - 다치바나촌(立花村): 현 신구정
  - 시카노시마촌(志賀島村): 현 후쿠오카시
  - 사사구리촌(篠栗村): 현 사사구리정
  - 스에촌(須恵村): 현 스에정
  - 오노촌(小野村): 현 고가시
  - 아오야기촌(青柳村): 현 고가시
  - 나카바루촌(仲原村): 현 가스야정
  - 신구촌(新宮村): 현 신구정
  - 다타라촌(多々良村): 현 후쿠오카시
  - 가시촌(香椎村): 현 후쿠오카시
  - 우미촌(宇美村): 현 우미정
  - 구바라촌(久原村): 현 히사야마정
  - 야마다촌(山田村): 현 히사야마정
- 1920년 10월 20일 - 우미촌이 정제 시행으로 우미정(宇美町)이 됨.(2정 17촌)
- 1927년 1월 1일 - 사사구리촌이 정제 시행으로 사사구리정(篠栗町)이 됨.(3정 16촌)
- 1938년 4월 17일 - 무시로우치촌이 정제 시행과 개칭으로 고가정(古賀町)이 됨.(4정 15촌)
- 1939년 4월 17일 - 시메촌이 정제 시행으로 시메정(志免町)이 됨.(5정 14촌)
- 1940년 12월 27일 - 하코자키정이 후쿠오카시에 편입.(4정 14촌)
- 1943년 2월 11일 - 가시촌이 정제 시행으로 가시정(香椎町)이 됨.(5정 13촌)
- 1950년 4월 1일 - 다타라촌이 정제 시행으로 다타라정(多々良町)이 됨.(6정 12촌)
- 1953년
  - 4월 1일 - 스에촌이 정제 시행으로 스에정(須恵町)이 됨.(7정 11촌)
  - 7월 5일 - 시카노시마촌이 정제 시행과 개칭으로 시카정(志賀町)이 됨.(8정 10촌)
- 1954년 11월 1일(10정 8촌)
  - 신구촌이 정제 시행으로 신구정(新宮町)이 됨.
  - 와지로촌이 정제 시행으로 와지로정(和白町)이 됨.
- 1955년 4월 1일(8정 4촌)
  - 2월 1일 - 가시정·다타라정이 후쿠오카시에 편입.
  - 4월 1일
    - 사사구리정·세토촌이 합병하여, 새로이 사사구리정이 발족.
    - 신구정·다치바나촌이 합병하여, 새로이 신구정이 발족.
    - 고가정·아오야기촌·오노촌이 합병하여, 새로이 고가정이 발족.
- 1956년 9월 30일 - 구바라촌·야마다촌이 합병하여, 히사야마정(久山町)이 발족.(9정 2촌)
- 1957년 3월 31일 - 오카와촌·나카바루촌이 합병하여, 가스야정(粕屋町)이 발족.(10정)
- 1960년 8월 27일 - 와지로정이 후쿠오카시에 편입.(9정)
- 1971년 4월 5일 - 시카정이 후쿠오카시에 편입.(8정)
- 1997년 10월 1일 - 고가정이 시제 시행으로 고가시(古賀市)가 되어, 군에서 이탈.(7정)